# Boyd’s
Boyd's — miasto w Saint Kitts i Nevis, w południowej części wyspy Saint Kitts, stolica parafii Trinity Palmetto Point; 600 mieszkańców (2006).